# I. e. 173
Évszázadok: i. e. 3. század – i. e. 2. század – i. e. 1. század
Évtizedek: i. e. 220-as évek – i. e. 210-es évek – i. e. 200-as évek – i. e. 190-es évek – i. e. 180-as évek – i. e. 170-es évek – i. e. 160-as évek – i. e. 150-es évek – i. e. 140-es évek – i. e. 130-as évek – i. e. 120-as évek
Évek: i. e. 178 – i. e. 177 – i. e. 176 – i. e. 175 –  i. e. 174 – i. e. 173 – i. e. 172 – i. e. 171 – i. e. 170 – i. e. 169 – i. e. 168

## Események

### Róma
- Lucius Postumius Albinust és Marcus Popillius Laenast választják consulnak. Mindketten Liguriát kapják tartományul.
- M. Popillius ostrom alá veszi a statelli ligurok Carystus városát, elkeseredett harcban legyőzi őket, majd miután azok megadták magukat, a várost lerombolja, a lakókat pedig eladja rabszolgának. A szenátus felelősségre vonja a consult, mert a statelliek voltak a ligurok egyetlen törzse, amely nem lázadt fel Róma ellen és kötelezi, hogy vásárolja vissza a rabszolgákat, szabadítsa fel őket és szolgáltassa vissza vagyonukat. A másik consul a campaniai állami földek határait ellenőrzi és el sem jut provinciájába.
- Alceus és Philiskos epikureus filozófusokat az ifjúság megrontásának vádjával kiutasítják Rómából.

## Születések
- V. Antiokhosz Eupatór szeleukida király

## Fordítás
- Ez a szócikk részben vagy egészben  a(z)   173 av. J.-C. című francia Wikipédia-szócikk ezen változatának fordításán alapul.  Az eredeti cikk szerkesztőit annak laptörténete sorolja fel. Ez a jelzés csupán a megfogalmazás eredetét és a szerzői jogokat jelzi, nem szolgál a cikkben szereplő információk forrásmegjelöléseként.